# Liang Guanglie
Pour les articles homonymes, voir Liang.
Dans ce nom chinois, le nom de famille, Liang, précède le nom personnel.
Liang Guanglie, né le 1er décembre 1940 dans le district du Santai (province du Sichuan, Chine) et mort le 12 novembre 2024 à Pékin, est un militaire chinois, général dans l'Armée populaire de libération (APL).
Il est ministre de la Défense nationale de la république populaire de Chine du 17 mars 2008 au 16 mars 2013, date de son remplacement par Chang Wanquan.

## Biographie
Le général Liang Guanglie, formé à l'université du Henan, adhère au Parti communiste chinois en 1959 à l'âge de 19 ans.
Membre de la Commission militaire centrale du Parti communiste chinois et de la Commission militaire centrale de Chine, il est Chef d'état-major général de l'Armée populaire de libération.
De 1997 à 1999, il est commandant de la région militaire de Shenyang, et de 1999 à 2002 de celle de Nanjing (Nankin).
Après les troubles au Tibet en mars 2008, une plainte a été déposée le 9 juillet 2008 par le Comite de Apoyo al Tibet, la Casa del Tibet et Thubten Wangchen devant la justice espagnole qui s'est déclarée compétente le 5 août, le visant ainsi que six autres responsables politiques et militaires chinois. Les plaignants accusent les autorités chinoises « de crimes contre l'humanité par élimination systématique et généralisée de Tibétains, de blessures graves, tortures et disparitions forcées ». Le 8 mai 2009, un juge espagnol souhaite interroger 8 dirigeants chinois dont Liang Guanglie Ministre de la Défense en qualité de « mis en examen », c'est-à-dire de suspects, et non comme témoins. À la suite de pressions émanant d'Israël, de la Chine et des États-Unis, le Sénat espagnol fut amené, le 19 mai 2009, à limiter la loi de compétence universelle de sorte qu'elle ne s'applique qu'à des cas impliquant des Espagnols ou à des suspects présents sur le territoire de l'Espagne,. Cependant, un des plaignants, Thubten Wangchen, étant un Tibétain en exil possédant la nationalité espagnole, la procédure suit son cours.
Liang Guanglie rejoint l'armée en janvier 1958 et le Parti communiste de Chine en novembre 1959. Sa première mission était avec le Régiment. D'autre part, la Première division de la 1re Armée Ground Force (1958-63), où il est passé au rang de commandant d'une société d'ingénierie, quartier-maître de la compagnie agent spécial et chef du personnel dans les opérations et la formation branche. Liang a étudié à l'École d'infanterie Xinyang (1963-64) et est diplômé de l'Université du Henan, programme de « la théorie de l'éducation politique correspondance » (1984-86). [1] Après avoir terminé ses études, Liang est retourné à son unité jusqu'en 1970 quand il a été promu l’ opérationnel, le personnel du ministère du quartier général de commandement militaire de Wuhan, où il est resté jusqu'en 1979.
Liang Guanglie a été nommé commandant adjoint de la Division, 58e armée 20e Groupe 1979 et est devenu commandant en 1981-1983.
Après une pause dans ses études à l'Académie militaire de l'APL (mars 1982 à janvier 1983), il a été nommé commandant adjoint du Groupe d'Armées 20e commandant de 1983 jusqu'en 1985. En 1990, il a été transféré au commandement du groupe d'armées 54e et de décembre 1993 à juillet 1995, il a été le chef de cabinet de la Région Militaire de Pékin. De juillet 1995 à décembre 1997, il était le commandant adjoint de la région militaire de Pékin. De décembre 1997 à décembre 1999, il était le commandant de la région militaire de Shenyang, et de décembre 1999 à novembre 2002, il était le commandant de la région militaire de Nanjing et secrétaire adjoint du comité du PCC. Liang était le chef d'état-major général de l'Armée populaire de libération chinoise de 2002 à 2007.
Il est, au moment de sa mort, conseiller d'État et ministre de la Défense nationale. En outre, Liang Guanglie est un membre de la Commission militaire centrale. Il était également un membre suppléant des 13e et 14e Comité central du PCC, et membre de la 15e, 16e et 17e Comités centraux. Le général Liang doit partir à la retraite au 18e Congrès national du Parti communiste chinois fin 2012.